# Берлін-Гайтс (Огайо)
Берлін-Гайтс (англ. Berlin Heights) — селище (англ. village) в США, в окрузі Ері штату Огайо. Населення — 651 особа (2020).

## Географія
Берлін-Гайтс розташований за координатами 41°19′22″ пн. ш. 82°29′15″ зх. д. / 41.32278° пн. ш. 82.48750° зх. д. (41.322748, -82.487571).  За даними Бюро перепису населення США в 2010 році селище мало площу 4,15 км², з яких 4,15 км² — суходіл та 0,00 км² — водойми.

## Демографія
Згідно з переписом 2010 року, у селищі мешкало 714 осіб у 269 домогосподарствах у складі 211 родини. Густота населення становила 172 особи/км².  Було 282 помешкання (68/км²).
Расовий склад населення:
| - 96,8 % — білих - 0,7 % — чорних або афроамериканців - 0,1 % — корінних американців - 0,1 % — азіатів |

До двох чи більше рас належало 2,2 %. Частка іспаномовних становила 1,4 % від усіх жителів.
За віковим діапазоном населення розподілялося таким чином: 25,8 % — особи молодші 18 років, 58,8 % — особи у віці 18—64 років, 15,4 % — особи у віці 65 років та старші. Медіана віку мешканця становила 40,2 року. На 100 осіб жіночої статі у селищі припадало 89,9 чоловіків;  на 100 жінок у віці від 18 років та старших — 90,6 чоловіків також старших 18 років.
Середній дохід на одне домашнє господарство  становив 67 400 доларів США (медіана — 44 375), а середній дохід на одну сім'ю — 74 215 доларів (медіана — 57 000). Медіана доходів становила 47 500 доларів для чоловіків та 36 250 доларів для жінок. За межею бідності перебувало 10,9 % осіб, у тому числі 8,9 % дітей у віці до 18 років та 16,4 % осіб у віці 65 років та старших.
Цивільне працевлаштоване населення становило 271 осіб. Основні галузі зайнятості: освіта, охорона здоров'я та соціальна допомога — 22,5 %, мистецтво, розваги та відпочинок — 21,0 %, виробництво — 18,5 %.